# Tesoro de la Amarguilla
El tesoro de la Amarguilla es un conjunto de 623 joyas andalusíes encontradas en la finca de "La Amarguilla", del término municipal de Baena (España). Las piezas han sido datadas en los inicios del siglo XI.
Las joyas fueron halladas en la finca en febrero de 2020 por un agricultor, quién decidió ponerlas a la venta por Internet. Al ser detectado el intento de venta por un arqueólogo, se dio alerta a las autoridades quienes las requisaron y depositaron en el museo arqueológico provincial.
Desde el 25 de febrero de 2021, tras ser sometidas a un proceso de restauración por un importe de 15.000€, se encuentran expuestas en el Museo Arqueológico y Etnológico de Córdoba.

## Piezas del tesoro
El tesoro está compuesto por 623 joyas:
- 98 joyas de oro y plata entre las que destacan 4 ajorcas, 4 anillos de plata y una pieza de oro con una estrella de seis puntas.[1][3]
- 14 cuentas de cuarzo y cristal de roca.[1]
- 4 cuentas de coral rosa.[1]
- 31 cuentas de pasta de vidrio de colores.[1]
- 476 aljófares.[1]